# O sonecie
O sonecie – utwór poetycki Kazimierz Przerwy-Tetmajera. Został opublikowany w tomie Poezje. Seria III. 
Utwór sam jest sonetem i mówi o sonecie, jest zatem autotematyczny. Pod względem formalnym utwór charakteryzuje się klasyczną budową wersyfikacyjną. Jest napisany trzynastozgłoskowcem. Rymuje się według wzoru włoskiego abba abba cdc dcd. Rymy są oparte na dwóch samogłoskach [o] i [u].
Lubię sonetu trudną, misterną budowę:

zda mi się, że mi kawał marmuru odkuto,

w którym swobodnie rzeźbić może moje dłuto

w rozmiarach wiecznie jednych kształty coraz nowe.